# Kurdistanius kosswigii
Kurdistanius kosswigii är en mångfotingart som beskrevs av Karl Wilhelm Verhoeff 1941. Kurdistanius kosswigii ingår i släktet Kurdistanius och familjen storjordkrypare.
Artens utbredningsområde är Turkiet. Inga underarter finns listade i Catalogue of Life.